# Extremely Wicked, Shockingly Evil and Vile
Pour plus de détails, voir Fiche technique et Distribution.
Extremely Wicked, Shockingly Evil and Vile (littéralement « Extrêmement méchant, affreusement diabolique et vil ») est un drame biographique américain réalisé par Joe Berlinger, sorti en 2019. Il s’agit de l’adaptation du livre The Phantom Prince: My Life with Ted Bundy de Elizabeth Kloepfer, sous le pseudonyme d'Elizabeth Kendall, retraçant une partie de la vie du tueur en série américain Ted Bundy et, plus particulièrement, de la relation qu'ils ont entretenue.

## Synopsis
Le film débute à Seattle en 1969. Ted Bundy, étudiant en droit, rencontre Liz Kloepfer, secrétaire et mère célibataire. Ils commencent à se fréquenter et Ted aide Liz à élever sa fille Molly.
En 1974, des jeunes femmes commencent à être assassinées en grand nombre, dont deux qui auraient disparu en plein jour au Lake Sammamish. Un homme ressemblant à Ted semble avoir été aperçu par plusieurs personnes, demandant à des femmes de l'aider à accrocher un voilier sur une Volkswagen Coccinelle. Un portrait-robot de cet homme est publié et, après des centaines de coups de téléphone, Ted est arrêté en 1975.
Une jeune femme nommée Carol DaRonch sélectionne Ted lors d'une séance d'identification, disant que c'est lui qui l'a kidnappée et qui a menacé de la tuer avant qu'elle n'arrive à s'échapper. Ted est remis en liberté sous caution et rentre chez Liz, furieuse après avoir lu un article sur lui dans le journal. Ted lui explique que les policiers avaient montré à Carol DaRonch sa photographie avant la parade d'identification, pour qu'ainsi il lui paraisse déjà familier et que c'est un coup monté. Après un procès d'une durée de quatre jours, Ted est reconnu coupable de kidnapping et il est condamné à un minimum d'un an et un maximum de quinze ans dans la prison d'État de l'Utah.
Quelques semaines plus tard, les autorités du Colorado accusent Ted du meurtre de Caryn Campbell et il est transféré à Aspen en 1977. Liz refuse de croire que Ted est coupable, mais face aux événements qui se produisent, elle commence à devenir alcoolique. Ted demande à devenir son propre avocat, ce qui l'autorise à ne plus porter de menottes ou de chaînes. Pendant une pause lors d'un procès, Ted s'échappe du tribunal en sautant d'une fenêtre du deuxième étage et s'enfuit dans les montagnes, mais est rattrapé six jours plus tard.
Liz rend visite à Ted et rompt avec lui. Il s'enfuit une nouvelle fois après avoir scié une sortie dans le plafond de sa cellule. Deux jeunes femmes appartenant à une sororité (« fraternité de femmes ») de Tallahassee, en Floride, sont tuées et deux autres femmes sont victimes d'agressions violentes. Après son arrestation, Ted tente d'appeler Liz mais elle lui raccroche au nez. Il commence à rassembler une communauté de jeunes femmes fascinées par son personnage, certaines allant jusqu'à dire qu'elles l'aiment. Ted reçoit la visite d'une ancienne amie, Carole Ann Boone, qui le croit innocent et déménage en Floride pour se rapprocher de lui.
Avant le procès, on propose à Ted Bundy une négociation de peine, où il devra reconnaître sa culpabilité dans le meurtre des deux jeunes femmes de la sorority, Lisa Levy et Margaret Bowman, ainsi que dans celui de Kimberly Leach, une jeune fille de douze ans, ce qui lui permettrait d'échapper à la peine de mort et de n'être condamnée qu'à une peine de prison à perpétuité, mais il refuse. Ted et Carole Ann se rapprochent au fur et à mesure qu'elle lui rend visite. Ils débutent une relation mais Ted continue de vouloir parler à Liz, qui suit les événements via la télévision. Il se sert de Carole Ann et lui fait croire qu'il l'aime pour que celle-ci le sorte de prison. Liz se sent toujours coupable d'être celle qui a donné le nom de Ted aux autorités de Seattle en 1975. En plein tribunal, Ted demande sa main à Carole Ann devant le juge et, selon la loi américaine, ils sont dès lors mariés.
Des preuves tangibles sont amenées au tribunal, comprenant un moulage en plâtre des dents de Ted, qui correspondent aux morsures laissées sur les fesses de Lisa Levy. En sept heures, Ted est reconnu coupable des meurtres de Lisa et de Margaret, de trois tentatives de meurtre au premier degré et de deux cambriolages. Le juge prononce la peine de mort par électrocution.
Dix ans plus tard, Liz reçoit une lettre de Ted et lui rend visite, munie de la photographie qu'un détective lui avait donnée. Elle lui demande de lui dire la vérité mais Ted nie toute relation avec les meurtres. Elle montre alors la photographie à Ted — une de ses victimes décapitée — en demandant ce qu'est devenue la tête, et Ted écrit simplement sur la vitre scie à métaux. Liz sort de la prison en détresse et retrouve son nouveau mari et sa fille, devenue une adolescente, expliquant qu'elle va bien.
Le film se termine sur des images d'archives (comprenant des dialogues réels, reproduits tels quels dans la fiction) et sur un texte disant que Ted Bundy a été exécuté en janvier 1989 à 42 ans, que Ted a reconnu 30 meurtres avant son exécution (les experts le pensent responsable de bien davantage), et que ses cendres ont été dispersées dans la Chaîne des Cascades, où il avait emmené les restes de plusieurs de ses victimes.

## Fiche technique
Sauf indication contraire, les informations mentionnées dans cette section peuvent être confirmées par la base de données cinématographiques IMDb,  présente dans la section « Liens externes ».
- Titre original : Extremely Wicked, Shockingly Evil and Vile
- Réalisation : Joe Berlinger
- Scénario : Michael Werwie
- Direction artistique : Matt Hyland
- Décors : Brandon Tonner-Connolly
- Costumes : Megan Stark Evans
- Photographie : Brandon Trost
- Montage : Josh Schaeffer
- Musique : Marco Beltrami et Dennis Smith.
- Production : Michael Costigan, Nicolas Chartier, Joe Berlinger, Ara Keshishian et Michael Simkin
- Sociétés de production : COTA Films, Voltage Pictures (en) et Third Eye Motion Picture Company
- Société de distribution : Netflix (monde)
- Pays d'origine :  États-Unis
- Langue originale : anglais
- Genres : Drame biographique, thriller
- Durée : 108 minutes
- Dates de sortie[1] :
  - États-Unis : 26 janvier 2019 (Festival du film de Sundance)
  - Monde : 3 mai 2019 (Netflix)

## Distribution
- Zac Efron (VF : Yoann Sover) : Ted Bundy
- Lily Collins (VF : Alexandra Naoum) : Elizabeth « Liz » Kloepfer
- John Malkovich (VF : Edgar Givry) : le juge Edward Cowart (en)
- Grace Victoria Cox : Carol Daronch
- Kaya Scodelario (VF : Kelly Marot) : Carole Ann Boone
- James Hetfield : l'officier Bob Hayward
- Angela Sarafyan (VF : Adeline Germaneau) : Joanna
- Jeffrey Donovan (VF : Bertrand Liebert) : John O'Connell
- Jim Parsons (VF : Fabrice Fara) : Larry Simpsons
- Haley Joel Osment (VF : Rémi Caillebot) : Jerry Thompson
- Dylan Baker : David Yokum
- Terry Kinney (VF : Éric Aubrahn) : Mike Fisher

Photos des acteurs du film
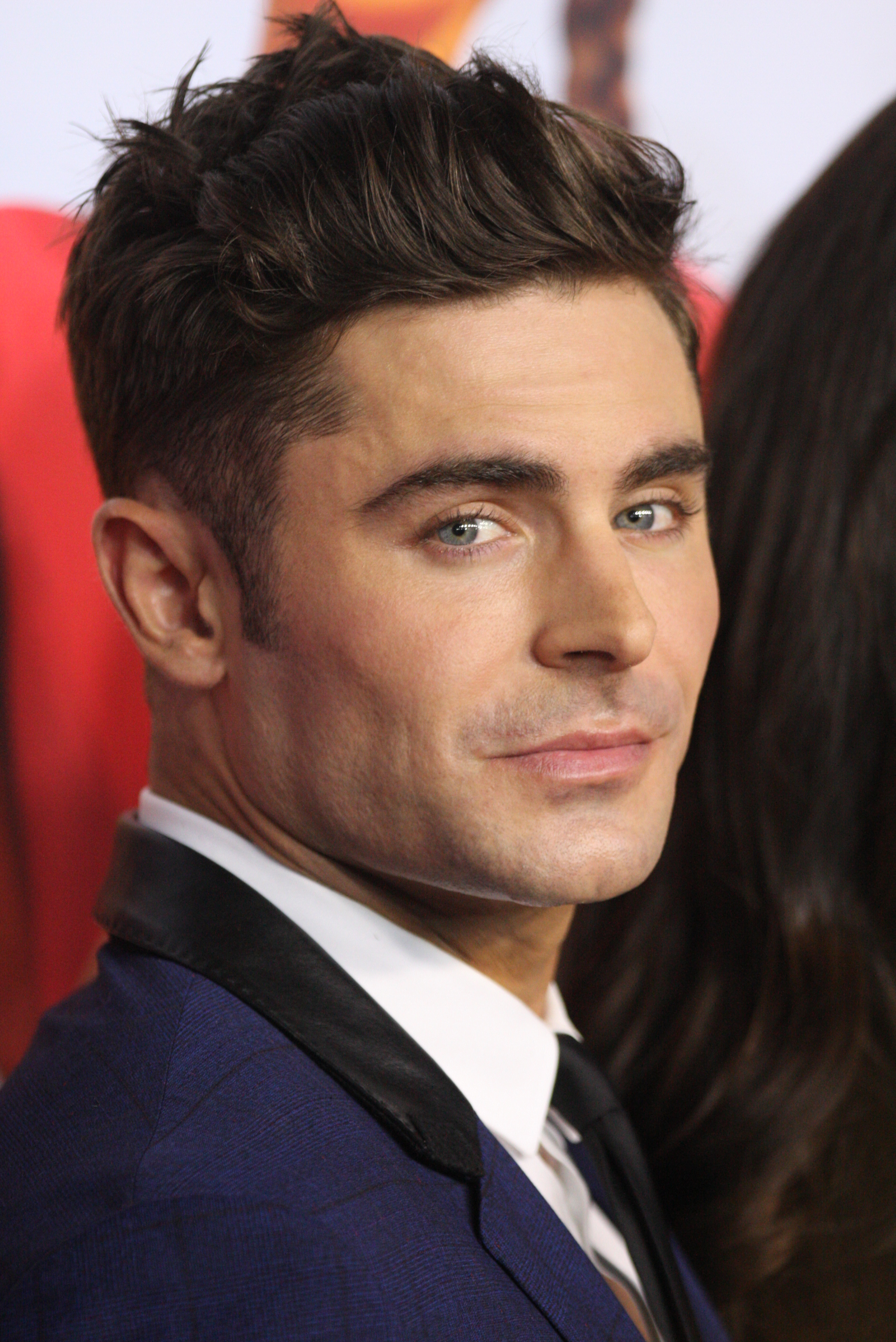
Zac Efron
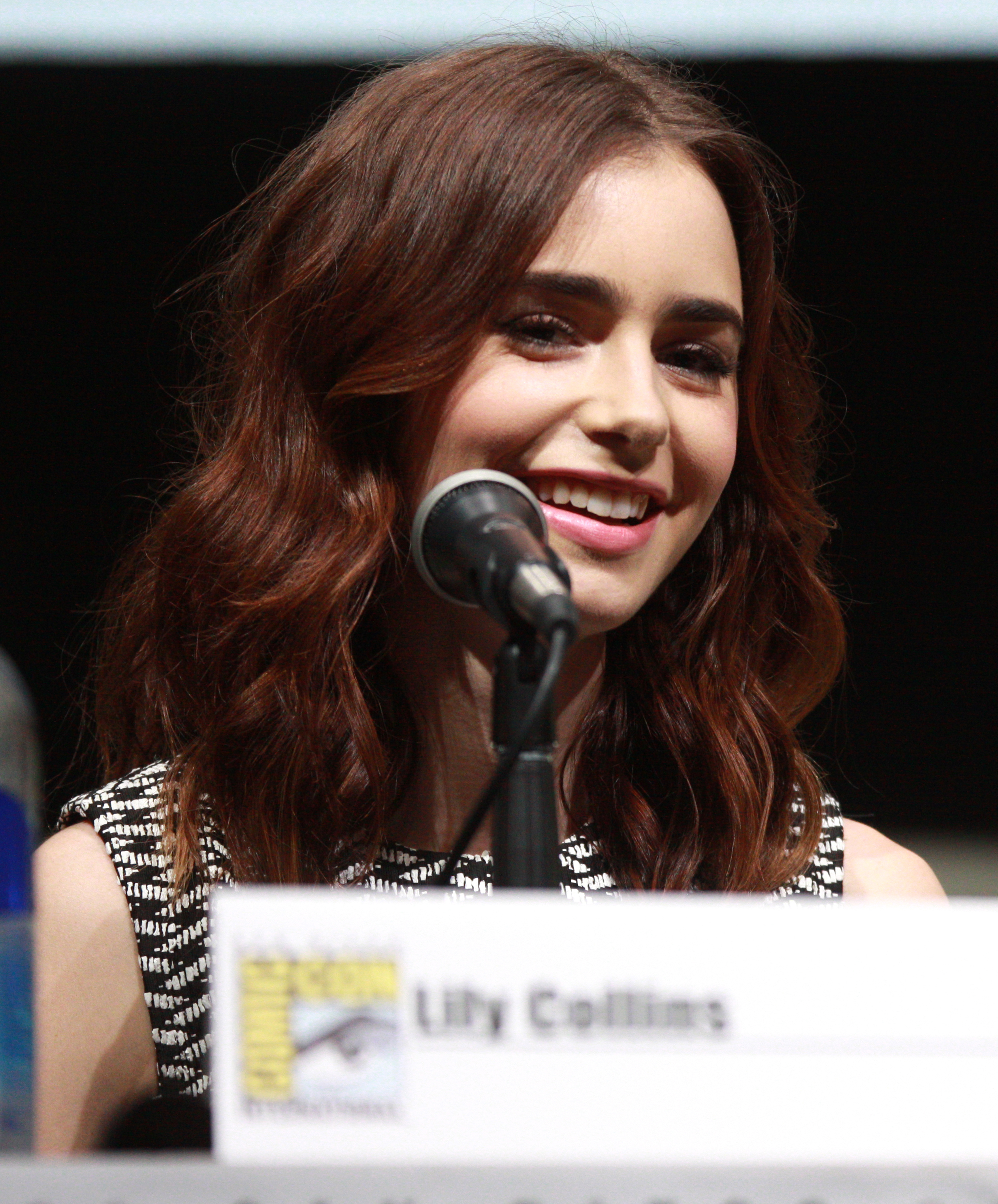
Lily Collins
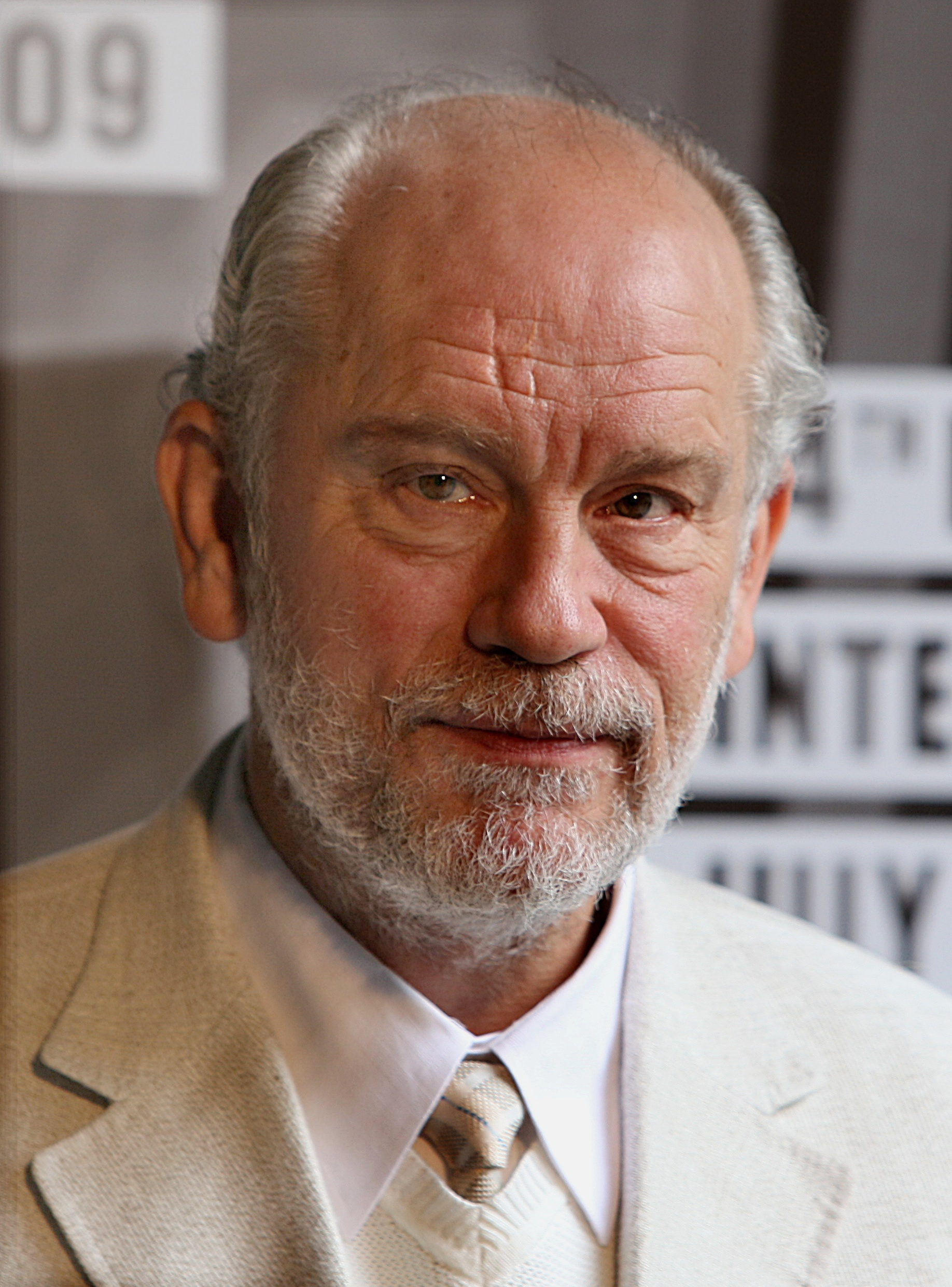
John Malkovich
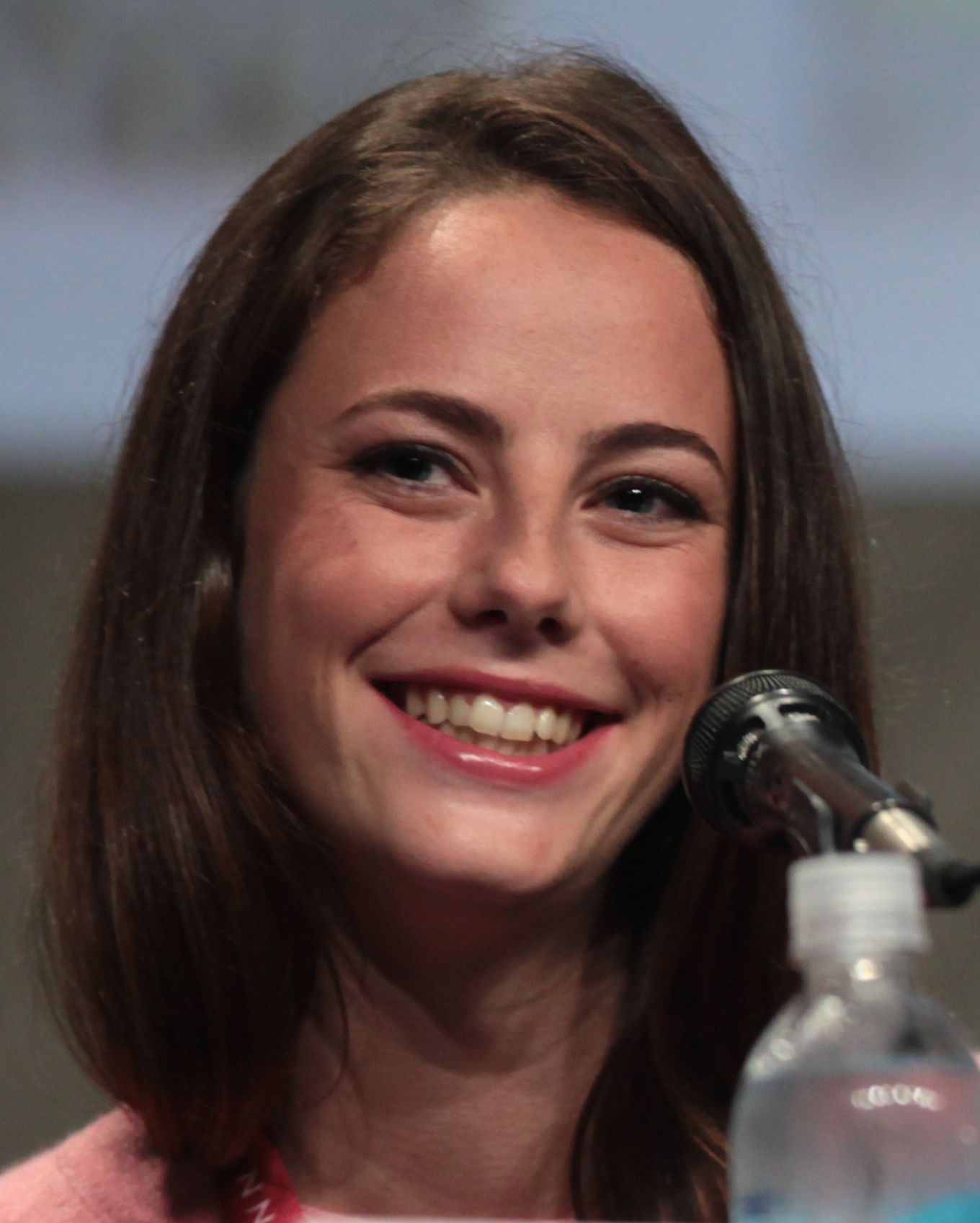
Kaya Scodelario
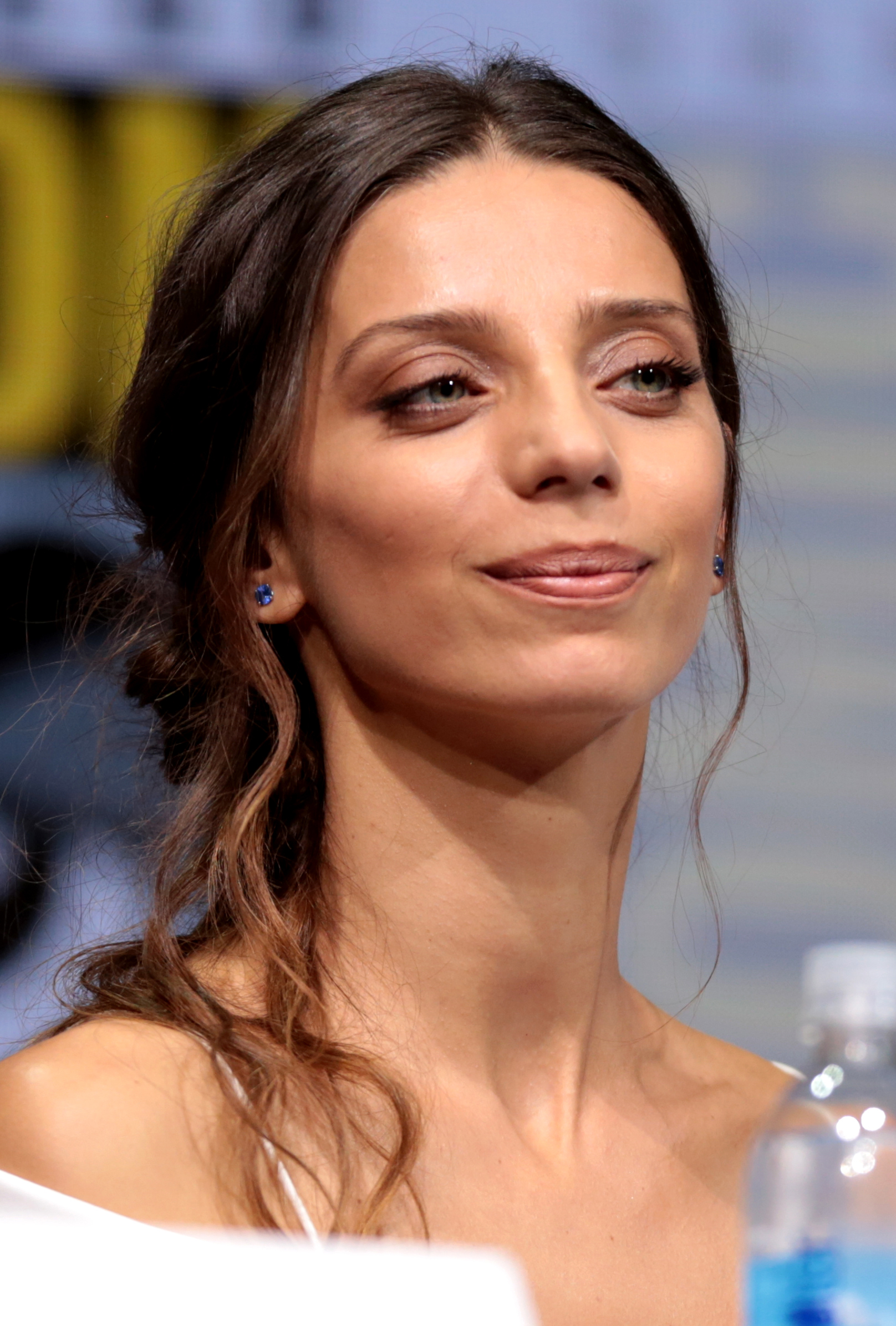
Angela Sarafyan
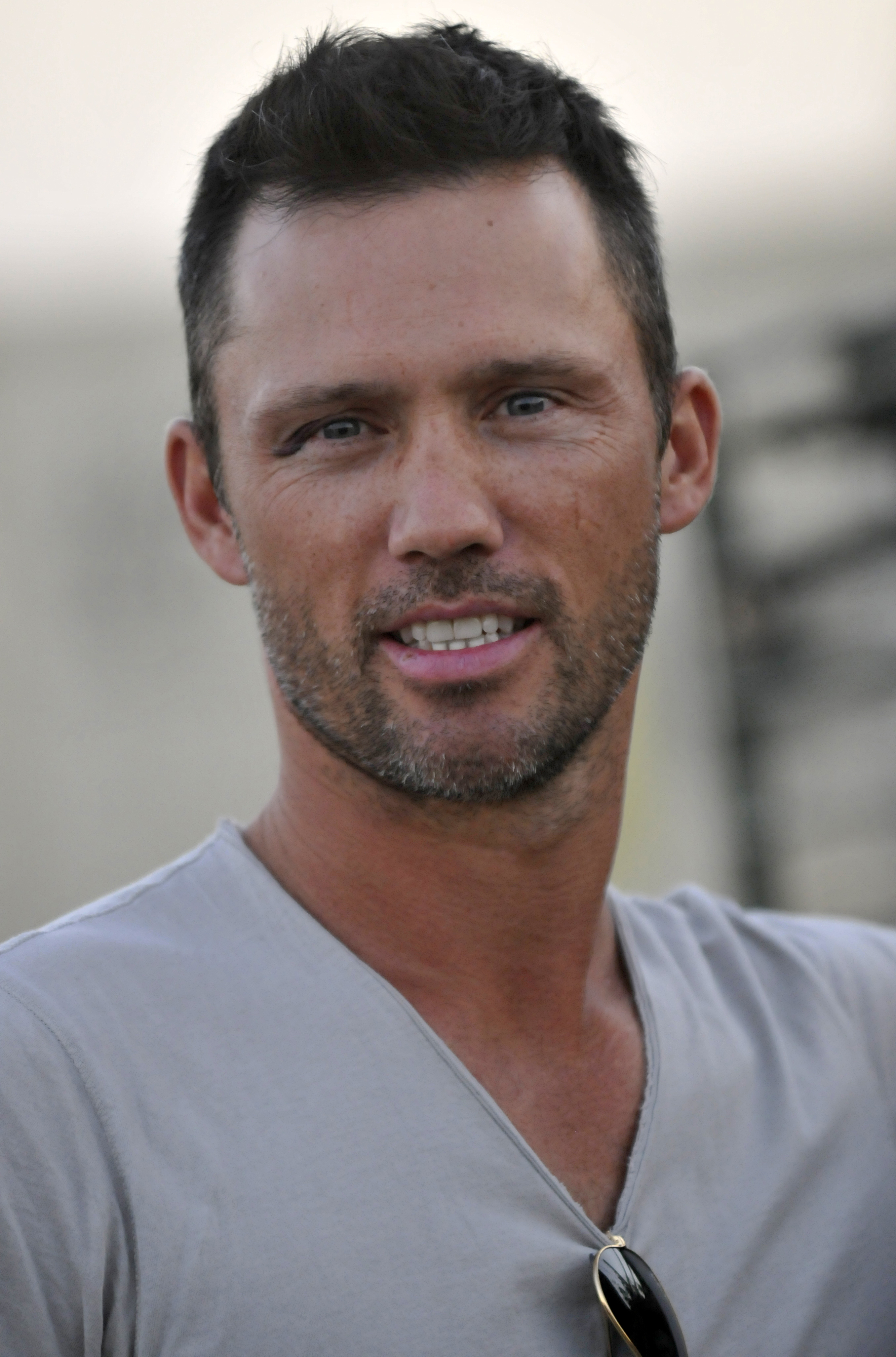
Jeffrey Donovan
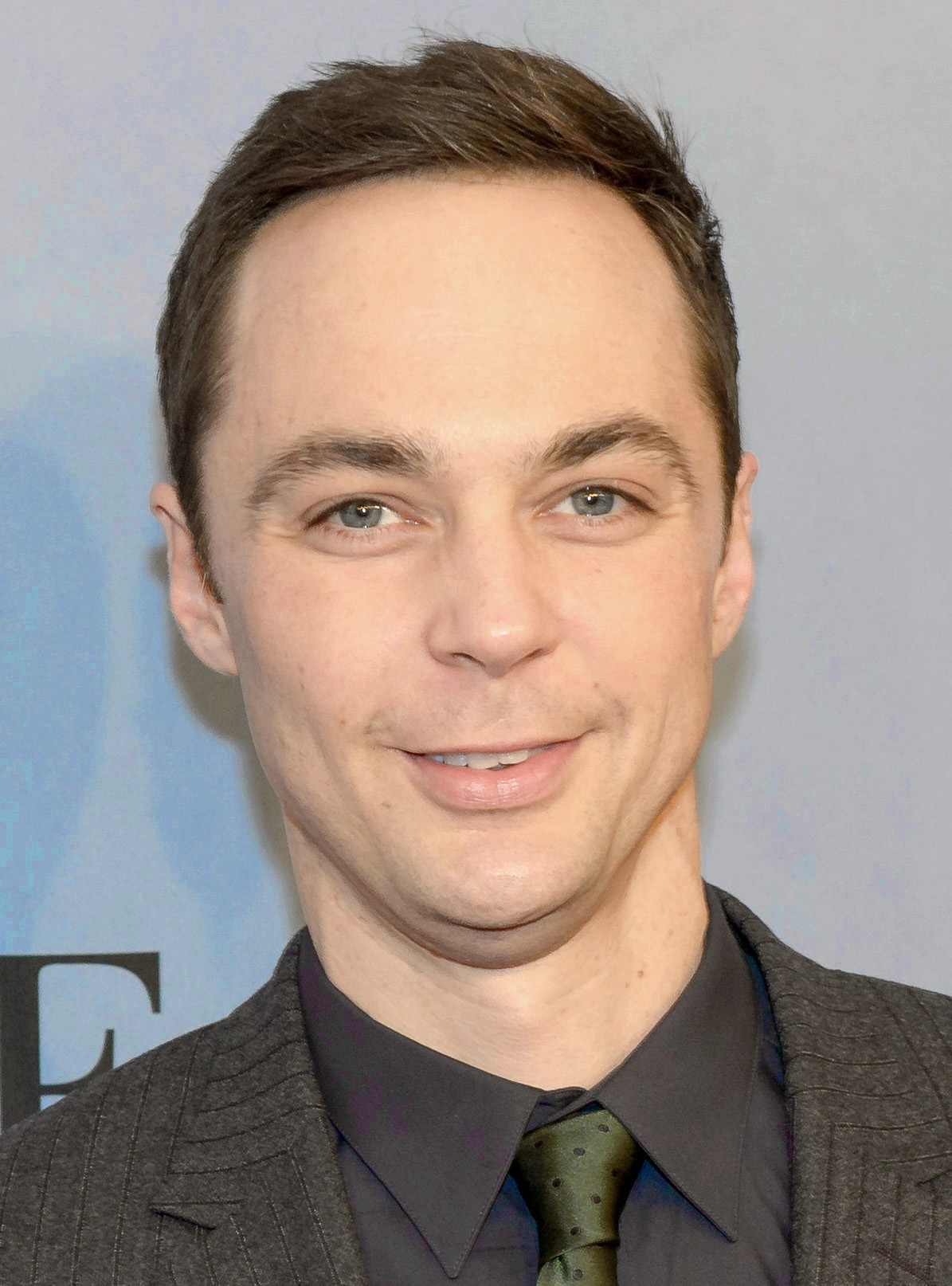
Jim Parsons
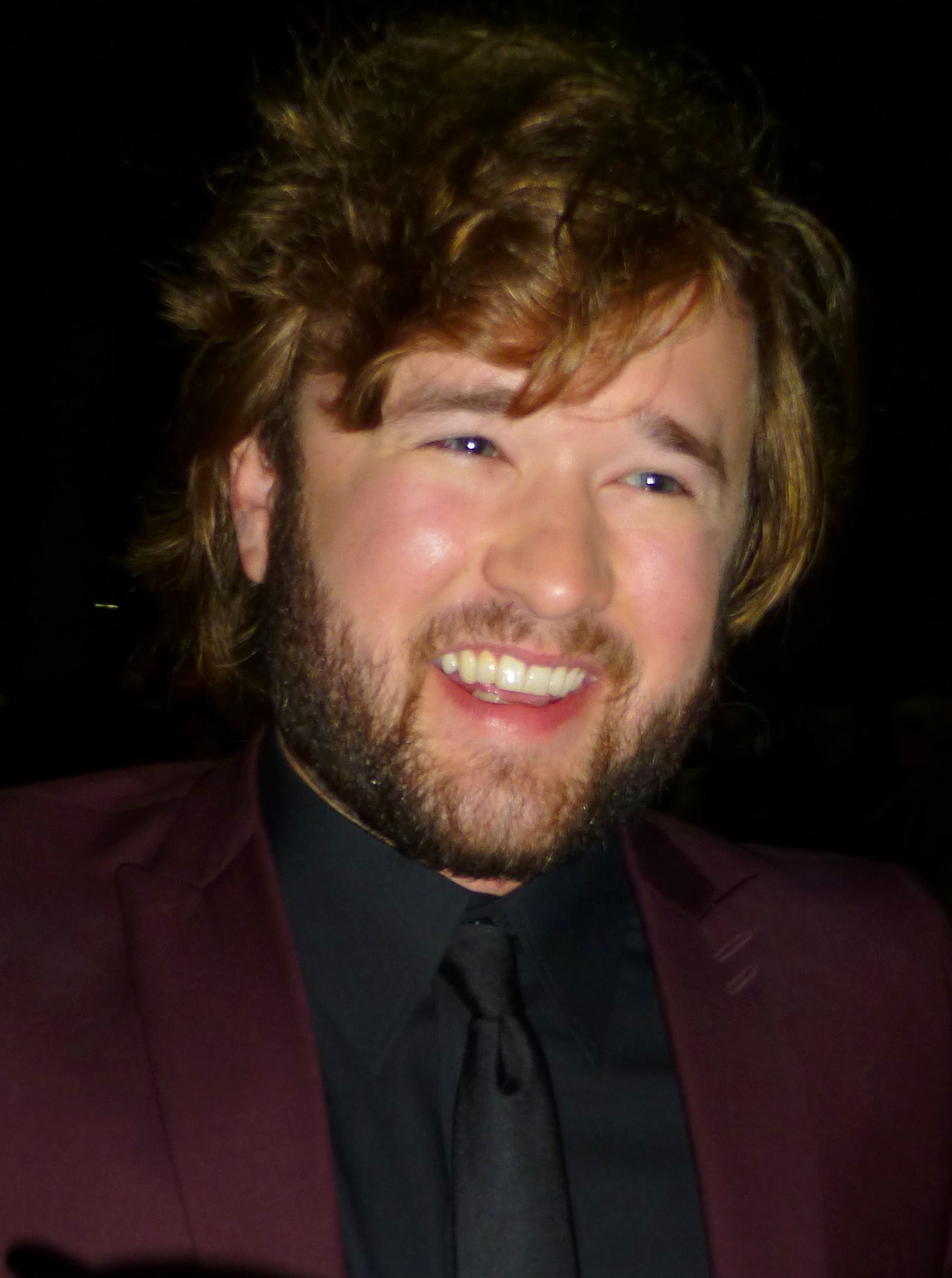
Haley Joel Osment

Version française
- Société de doublage : Cinephase
- Direction artistique :

 Source et légende : version française (VF) sur RS Doublage.

## Production

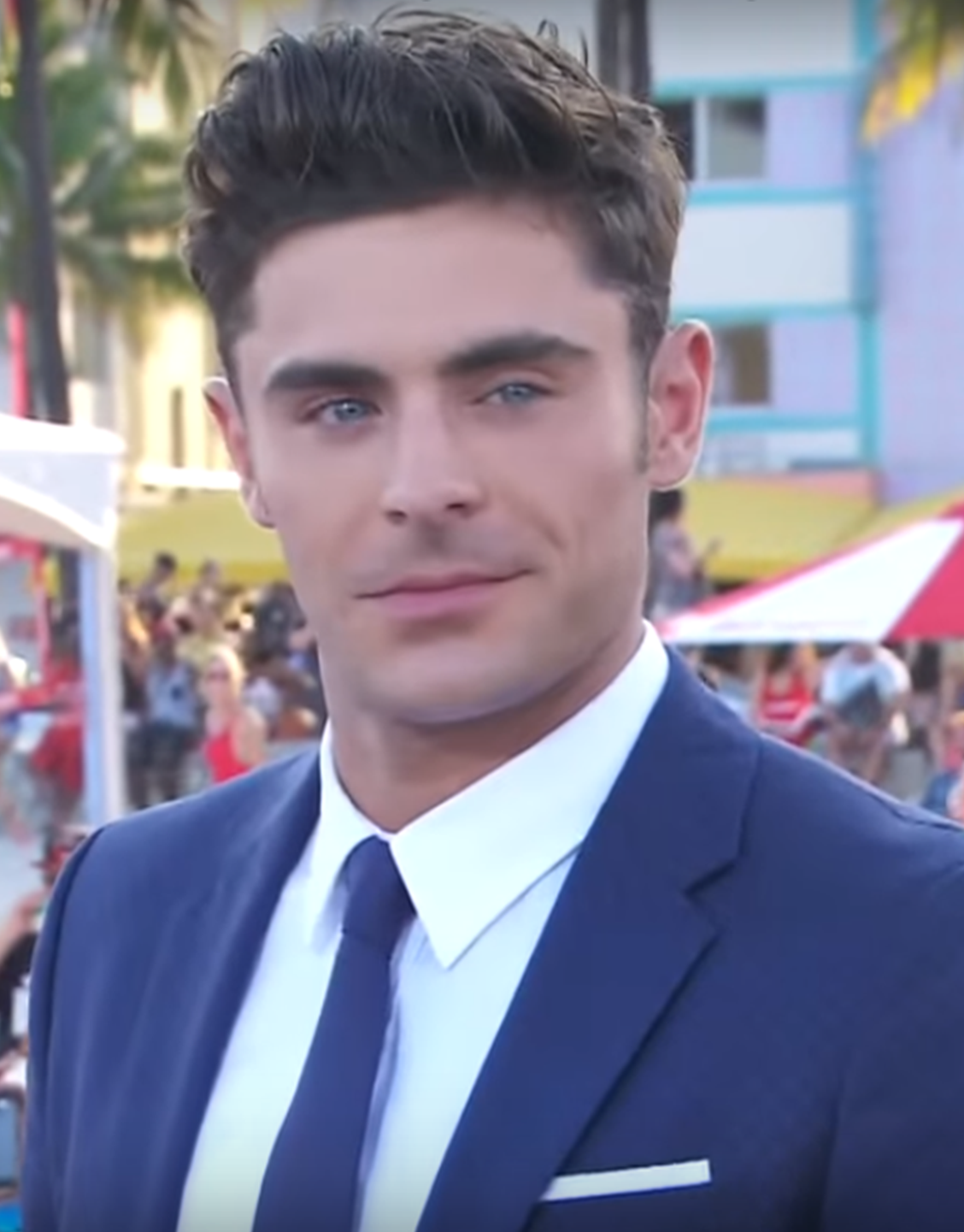
L'acteur principal Zac Efron, l'année de tournage du film.

### Genèse et développement
Le projet est dévoilé lors du festival de Cannes 2017. Zac Efron est alors annoncé dans le rôle du tueur en série Ted Bundy. Joe Berlinger est engagé comme réalisateur.
Le titre original du film renvoie à une phrase prononcée par le juge lors du procès de Ted Bundy : « The crimes were extremely wicked, shockingly evil, vile, and the product of design to inflict a high degree of pain » (« Les crimes sont extrêmement méchants, choquants, ignobles et ont été commis avec la volonté d'infliger un haut degré de souffrance. »).

### Distribution des rôles
En octobre 2017, Lily Collins est confirmée dans le rôle de la petite amie de Ted Bundy, Elizabeth Kloepfer. En janvier 2018, John Malkovich est choisi pour jouer Edward Cowart, le juge présidant le procès de Ted Bundy en Floride.
Angela Sarafyan, Jeffrey Donovan, Grace Victoria Cox, Kaya Scodelario, Jim Parsons, Haley Joel Osment, Dylan Baker et Terry Kinney rejoignent la distribution en janvier 2018,,,,,. Le guitariste et chanteur principal du groupe Metallica, James Hetfield, est confirmé dans le film en février. Il fait ici ses grands débuts au cinéma mais avait déjà collaboré avec le réalisateur pour le documentaire Some Kind of Monster (2005).

### Tournage
Le tournage débute en janvier 2018, dans le Kentucky, notamment à Covington et Fort Thomas.

## Accueil

### Sorties
Le film est sélectionné et projeté le 26 janvier 2019 au festival du film de Sundance aux États-Unis. Netflix le distribue mondialement le 3 mai 2019.

## Distinctions
Sauf indication contraire, les informations mentionnées dans cette section peuvent être confirmées par la base de données cinématographiques IMDb,  présente dans la section « Liens externes ».

### Récompenses
- Festival du film de Mammoth 2019 :
  - Meilleur acteur pour Zac Efron
  - Grand prix du jury

### Nominations
- Festival international du film de Cleveland 2019 : Meilleur long métrage indépendant américain pour Joe Berlinger